# Flavine (groupe)

L'isoalloxazine, noyau de base des flavines.

Les flavines (du latin flavus, « jaune ») est le nom commun d'un groupe de colorants naturels jaunes, dont la structure est basée sur un composé hétérocyclique à trois cycles, l'isoalloxazine, elle-même basée sur un noyau de ptéridine.
On trouve en particulier parmi ces composés la riboflavine (vitamine B2, ou encore lactoflavine), source biologique majeure en flavines, ainsi que ses dérivés, les flavoprotéines, principalement la flavine mononucléotide (FMN), riboflavine phosphorylatée, et la flavine adénine dinucléotide, riboflavine liée à un groupe d'adénosine diphosphate. Ces derniers sont utilisés comme groupement prosthétique d'enzymes impliquées dans divers métabolismes et en particulier celui de la chaîne respiratoire.

## Oxydoréduction
Les flavines sont capables de subir des réactions d'oxydoréduction, et peuvent accepter soit un seul électron dans un mécanisme en deux étapes, soit deux dans un mécanisme à une étape. Leur réduction s'effectue avec l'addition d'atomes d'hydrogène sur certains atomes d'azote du noyau d'isoalloxazine :

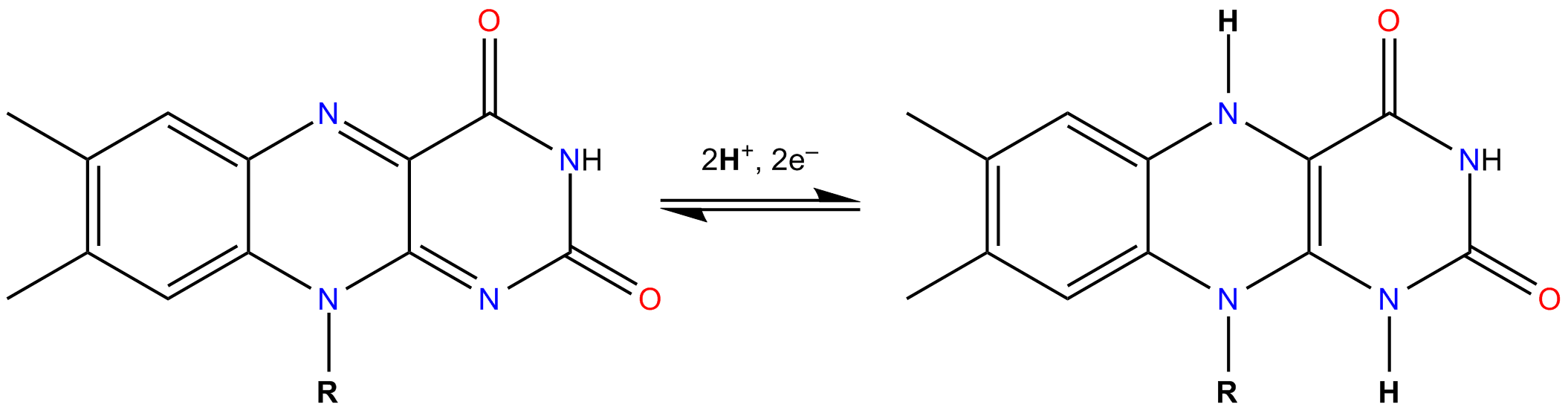
Équilibre entre la forme oxydée (gauche) et la forme totalement réduite (droite) des flavines.

En solution aqueuse, les flavines sont des composés jaunes quand elles sont oxydées, qui prennent une couleur rouge dans leur forme anionique semi-réduite, ou bleue à l'état neutre (semiquinone), et incolore quand elles sont totalement réduites. Les formes oxydée et réduite sont en équilibre rapide avec la forme semiquinone (radical (chimie)), déplacé dans le sens de la destruction du radical :
Flox + FlredH2  {\displaystyle \rightleftharpoons }  FlH•,
où Flox est la forme oxydée de la flavine, FlredH2 la forme totalement réduite (par l'addition de deux atomes d'hydrogène) et FlH• la forme semiquinone (addition d'un seul atome d'hydrogène).
La flavine adénine dinucléotide (FAD) sous la forme FADH2 est l'un des cofacteurs qui peut transférer des électrons dans la chaîne respiratoire.

## Photoréduction
Les flavines, tant libres que liées à des protéines, sont photoréductibles, c'est-à-dire capables d'être réduites par la lumière dans un mécanisme assisté par plusieurs composés organiques, tels que les acides aminés, les acides carboxyliques et les amines.

## Flavine adénine dinucléotide

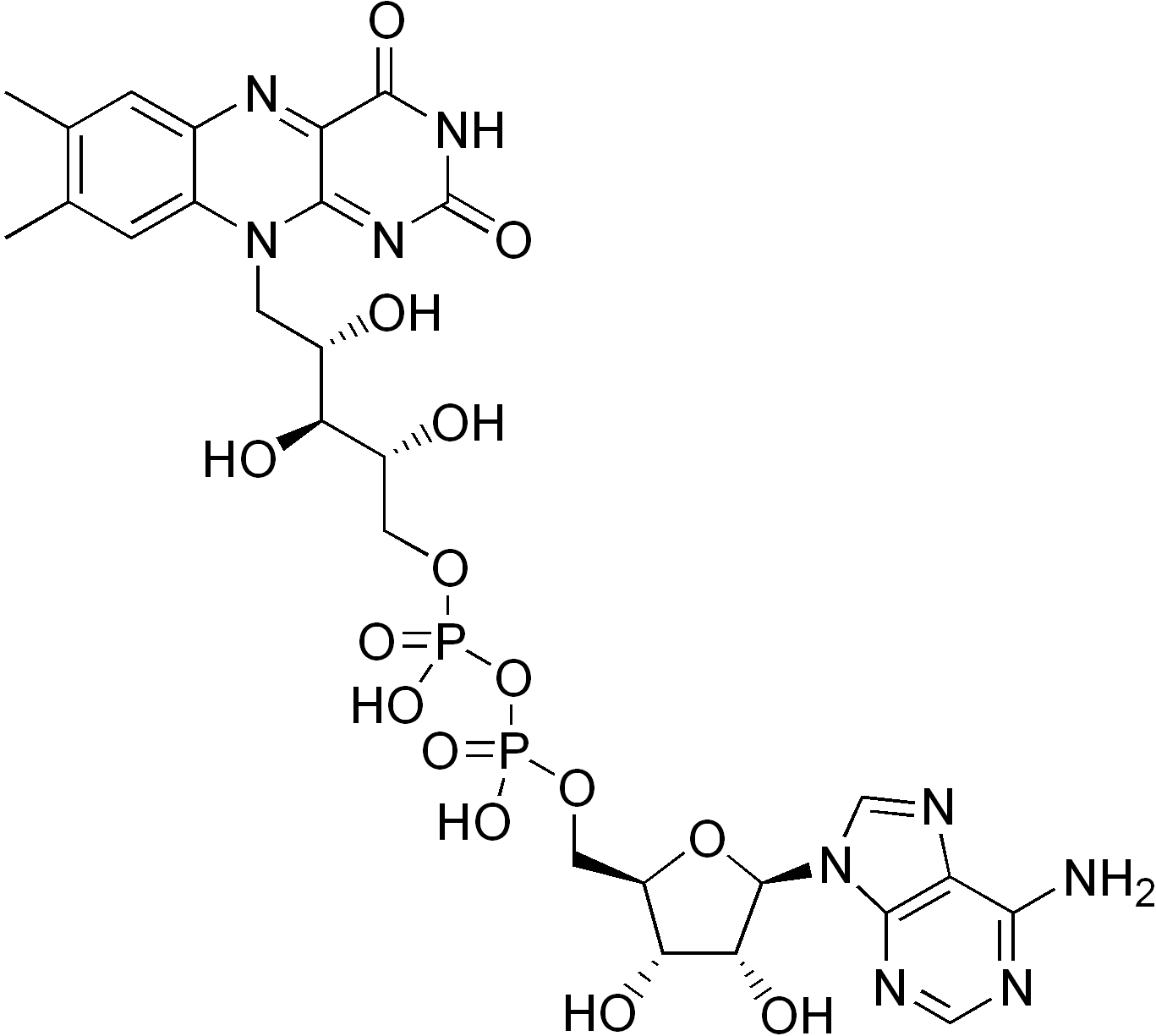
Flavine adénine dinucléotide (FAD).

La flavine adénine dinucléotide (FAD) est un groupement prosthétique de nombreuses enzymes, notamment la ferrédoxine-NADP+ réductase, la monoamine oxydase, la D-acide aminé oxydase, la glucose oxydase, la xanthine oxydase et l'acyl-CoA déshydrogénase.
FADH et FADH2 sont les formes réduites de la FAD. FADH2 est un groupement prosthétique de la succinate déshydrogénase, une enzyme impliquée dans le cycle de Krebs. Dans la phosphorylation oxydative, deux molécules de FADH2 produisent 1,5 molécule d'ATP chacune, ou trois molécules d'ATP combinées.

## Flavine mononucléotide

Flavine mononucléotide (FMN).

La flavine mononucléotide (FMN) est un groupement prosthétique qu'on trouve, entre autres, dans la NADH déshydrogénase, la E.coli nitroréductase et la NADPH déshydrogénase.